# Bourg-Archambault
Pour les articles homonymes, voir Archambault (homonymie).
Bourg-Archambault est une commune du Centre-Ouest de la France, située dans le département de la Vienne en région Nouvelle-Aquitaine.
Ses habitants sont appelés les Bourg-Archambaugeois.

## Géographie

### Localisation
La commune est limitrophe du département de la Haute-Vienne.

### Communes limitrophes
| Montmorillon      | Saint-Léomer      |                            |
|                   | Bourg-Archambault | Brigueil-le-Chantre        |
| Lathus-Saint-Rémy |                   | Azat-le-Ris (Haute-Vienne) |

### Géologie et relief
La région de Bourg-Archambault présente un paysage singulier de bocages et de vallées.
Le paysage de bocage dans le département de la Vienne se caractérise par des champs cultivés ou des prés  enclos par des haies avec des alignements plus ou moins continus d'arbres et arbustes. Ces haies si caractéristiques contribuent à une meilleure qualité des eaux, permettent son infiltration et protègent ainsi contre l'érosion des sols. Elles constituent des zones de refuge pour la biodiversité. Elles ont, aussi, un rôle de régulation climatique et de nombreux intérêts agronomiques (brise vent, protection du bétail...).
Le terroir se compose de terres de brande pour 66 % et de sols limoneux sur altérite pour 5 % sur les plateaux du seuil du Poitou ainsi que de sols sur granite à deux micas pour 29 % sur les collines et les plateaux des massifs anciens.
En 2006, 87 % de la superficie de la commune était occupée par l'agriculture et 13 % par des forêts et des milieux semi-naturels.
La forêt privée représente, en 2007, 362 hectares soit 15 % du territoire communal. Les espaces boisés (la moyenne sur la région Poitou-Charentes est de 15 %, et  29,2 % pour la France) sur le territoire communal contribuent à assurer des fonctions de production (bois d’œuvre mais aussi bois énergie), de protection (espèces, qualité des eaux) et sociales (accueil du public). Les forêts les plus anciennes ou implantées dans des conditions écologiques particulières (pentes, bords de cours d'eau, etc.) abritent en général la biodiversité la plus forte. Mais, au cours de l’histoire, pour répondre aux besoins d'une population rurale importante, la forêt poitevine a été intensément défrichée et surexploitée jusqu’à la révolution industrielle. Environ la moitié des forêts actuelles de la Vienne n'existait pas il y a 200 ans.

### Hydrographie
La commune est traversée par 11 km de cours d'eau dont la principale est la rivière Salleron sur une longueur de 8 km.

### Climat
Pour des articles plus généraux, voir Climat de la Nouvelle-Aquitaine et Climat de la Vienne.
Historiquement, la commune est exposée à un climat océanique limousin.  
En 2020, Météo-France publie une typologie des climats de la France métropolitaine dans laquelle la commune est exposée à un climat océanique altéré et est dans la région climatique  Poitou-Charentes, caractérisée par un bon ensoleillement, particulièrement en été et des vents modérés.
Pour la période 1971-2000, la température annuelle moyenne est de 11,5 °C, avec une amplitude thermique annuelle de 14,9 °C. Le cumul annuel moyen de précipitations est de 840 mm, avec 12,2 jours de précipitations en janvier et 7 jours en juillet. Pour la période 1991-2020, la température moyenne annuelle observée sur la station météorologique la plus proche, située sur la commune de Montmorillon à 11,22 km à vol d'oiseau, est de 12,5 °C et le cumul annuel moyen de précipitations est de 781,8 mm,. Pour l'avenir, les paramètres climatiques de la commune estimés pour 2050 selon différents scénarios d’émission de gaz à effet de serre sont consultables sur un site dédié publié par Météo-France en novembre 2022.

## Urbanisme

### Typologie
Au 1er janvier 2024, Bourg-Archambault est catégorisée commune rurale à habitat très dispersé, selon la nouvelle grille communale de densité à sept niveaux définie par l'Insee en 2022.
Elle est située hors unité urbaine. Par ailleurs la commune fait partie de l'aire d'attraction de Montmorillon, dont elle est une commune de la couronne,. Cette aire, qui regroupe 18 communes, est catégorisée dans les aires de moins de 50 000 habitants,.

### Occupation des sols
L'occupation des sols de la commune, telle qu'elle ressort de la base de données européenne d’occupation biophysique des sols Corine Land Cover (CLC), est marquée par l'importance des territoires agricoles (87,2 % en 2018), une proportion identique à celle de 1990 (87,2 %). La répartition détaillée en 2018 est la suivante : 
zones agricoles hétérogènes (36,2 %), prairies (26,1 %), terres arables (24,9 %), forêts (12,8 %). L'évolution de l’occupation des sols de la commune et de ses infrastructures peut être observée sur les différentes représentations cartographiques du territoire : la carte de Cassini (XVIIIe siècle), la carte d'état-major (1820-1866) et les cartes ou photos aériennes de l'IGN pour la période actuelle (1950 à aujourd'hui).

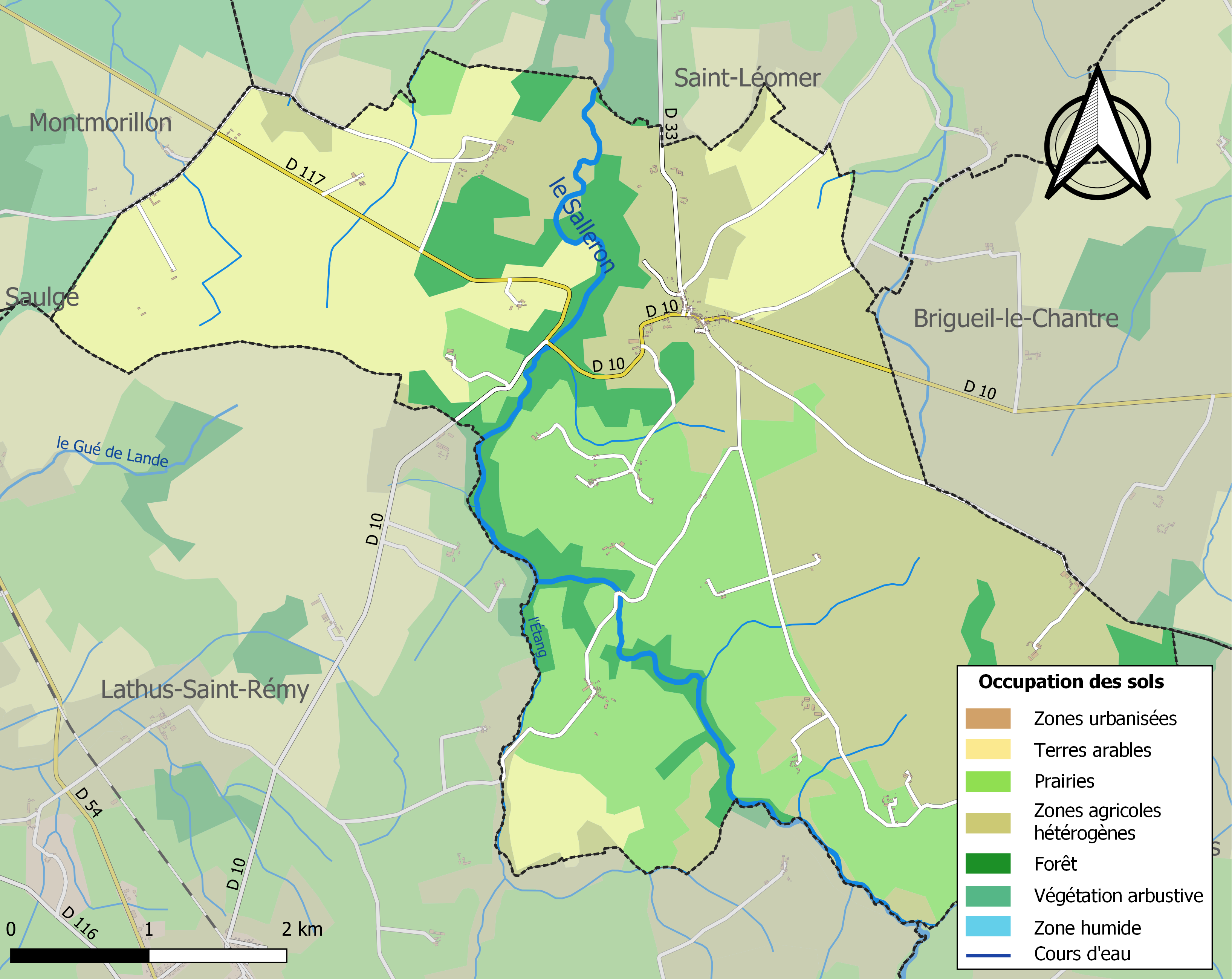
Carte des infrastructures et de l'occupation des sols de la commune en 2018 (CLC).

### Risques majeurs
Le territoire de la commune de Bourg-Archambault est vulnérable à différents aléas naturels : météorologiques (tempête, orage, neige, grand froid, canicule ou sécheresse), inondations, feux de forêts, mouvements de terrains et séisme (sismicité faible). Il est également exposé à un risque technologique,  le transport de matières dangereuses, et à un risque particulier : le risque de radon. Un site publié par le BRGM permet d'évaluer simplement et rapidement les risques d'un bien localisé soit par son adresse soit par le numéro de sa parcelle.

#### Risques naturels
Certaines parties du territoire communal sont susceptibles d’être affectées par le risque d’inondation par débordement de cours d'eau, notamment le Salleron. La commune a été reconnue en état de catastrophe naturelle au titre des dommages causés par les inondations et coulées de boue survenues en 1982, 1999 et 2010,.
Bourg-Archambault est exposée au risque de feu de forêt. En 2014, le deuxième plan départemental de protection des forêts contre les incendies (PDPFCI) a été adopté pour la période 2015-2024. Les obligations légales de débroussaillement dans le département sont définies dans un arrêté préfectoral du 29 mai 2015,, celles relatives à l'emploi du feu et au brûlage des déchets verts le sont dans un arrêté permanent du 24 mai 2015,.

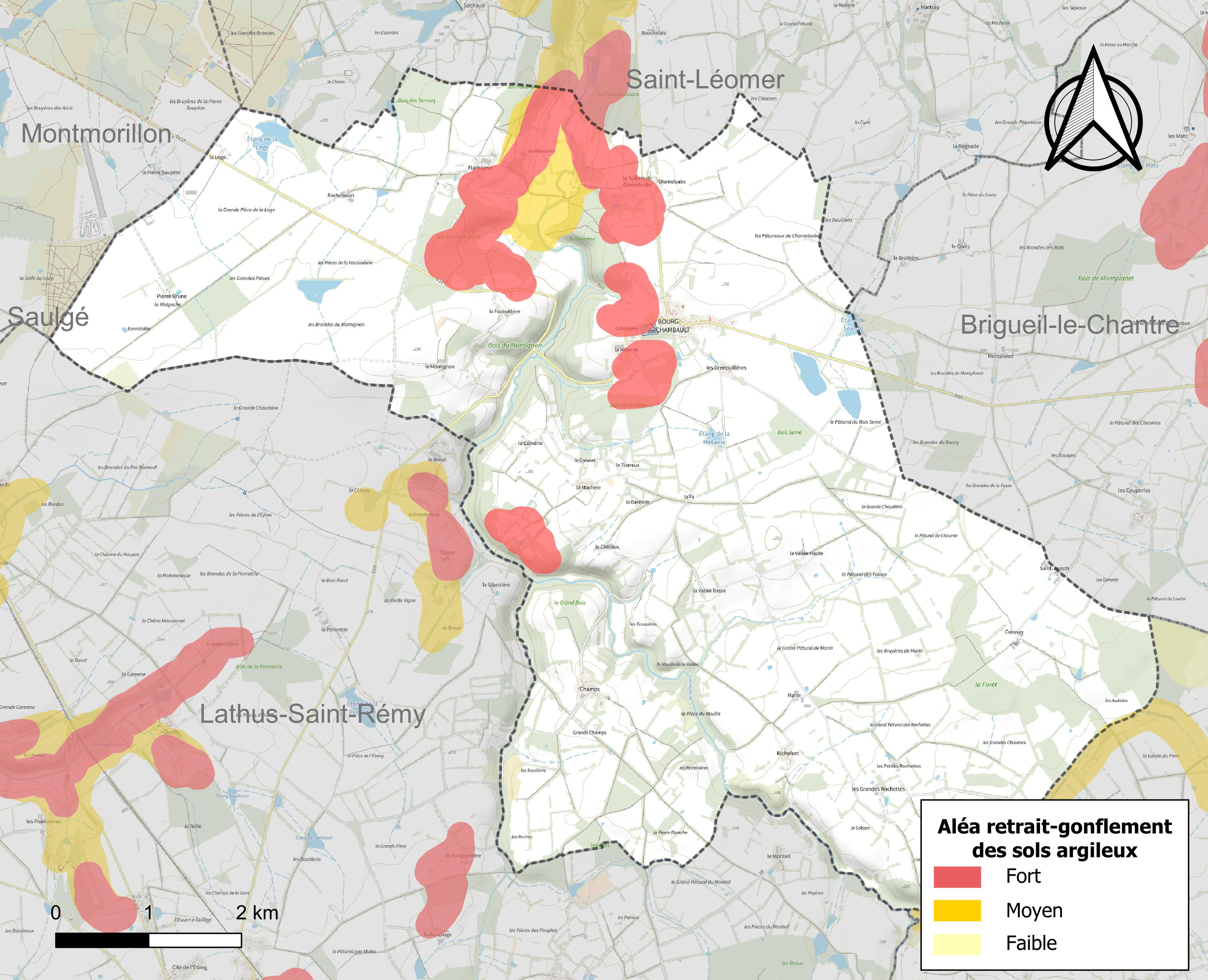
Carte des zones d'aléa retrait-gonflement des sols argileux de Bourg-Archambault.

Les mouvements de terrains susceptibles de se produire sur la commune sont des tassements différentiels. Le retrait-gonflement des sols argileux est susceptible d'engendrer des dommages importants aux bâtiments en cas d’alternance de périodes de sécheresse et de pluie. 8,3 % de la superficie communale est en aléa moyen ou fort (79,5 % au niveau départemental et 48,5 % au niveau national). Depuis le 1er octobre 2020, en application de la loi ÉLAN, différentes contraintes s'imposent aux vendeurs, maîtres d'ouvrages ou constructeurs de biens situés dans une zone classée en aléa moyen ou fort,.
La commune a été reconnue en état de catastrophe naturelle au titre des dommages causés par la sécheresse en 2017 et 2020 et par des mouvements de terrain en 1999 et 2010.

#### Risque particulier
Dans plusieurs parties du territoire national, le radon, accumulé dans certains logements ou autres locaux, peut constituer une source significative d’exposition de la population aux rayonnements ionisants. Selon la classification de 2018, la commune de Bourg-Archambault est classée en zone 3, à savoir zone à potentiel radon significatif.

## Toponymie
Le nom de la commune proviendrait du bas latin burgus qui signifie château fort. Au XIIIe siècle, il prendra le nom de Burgus au Chaboz.

## Histoire
C’est dans la région de Bourg-Archambault que les maquis de la Vienne, pendant la Seconde Guerre mondiale, avaient créé leur propre camp de prisonniers. À la fin de la guerre, il regroupe 600 prisonniers de guerre et déserteurs allemands, russes et hindous.

## Politique et administration

### Liste des maires
| Période                                  | Période  | Identité          | Étiquette | Qualité |
| ---------------------------------------- | -------- | ----------------- | --------- | ------- |
| Les données manquantes sont à compléter. |          |                   |           |         |
| mars 2001                                | En cours | Bernard Richefort |           |         |

### Instances judiciaires et administratives
La commune relève du tribunal d'instance de Poitiers, du tribunal de grande instance de Poitiers, de la cour d'appel  Poitiers, du tribunal pour enfants de Poitiers, du conseil de prud'hommes de Poitiers, du tribunal de commerce de Poitiers, du tribunal administratif de Poitiers et de la cour administrative d'appel  de  Bordeaux, du tribunal des pensions de Poitiers, du tribunal des affaires de la Sécurité sociale de la Vienne, de la cour d’assises de la Vienne.

## Démographie
L'évolution du nombre d'habitants est connue à travers les recensements de la population effectués dans la commune depuis 1793. Pour les communes de moins de 10 000 habitants, une enquête de recensement portant sur toute la population est réalisée tous les cinq ans, les populations de référence des années intermédiaires étant quant à elles estimées par interpolation ou extrapolation. Pour la commune, le premier recensement exhaustif entrant dans le cadre du nouveau dispositif a été réalisé en 2006.

En 2022, la commune comptait 171 habitants, en évolution de −10 % par rapport à 2016 (Vienne : +0,6 %, France hors Mayotte : +2,11 %).
| 1793 | 1800 | 1806 | 1821 | 1831 | 1836 | 1841 | 1846 | 1851 |
| ---- | ---- | ---- | ---- | ---- | ---- | ---- | ---- | ---- |
| 330  | 188  | 241  | 322  | 238  | 390  | 417  | 477  | 514  |

| 1856 | 1861 | 1866 | 1872 | 1876 | 1881 | 1886 | 1891 | 1896 |
| ---- | ---- | ---- | ---- | ---- | ---- | ---- | ---- | ---- |
| 550  | 567  | 585  | 664  | 654  | 694  | 710  | 652  | 679  |

| 1901 | 1906 | 1911 | 1921 | 1926 | 1931 | 1936 | 1946 | 1954 |
| ---- | ---- | ---- | ---- | ---- | ---- | ---- | ---- | ---- |
| 631  | 679  | 671  | 619  | 572  | 504  | 473  | 490  | 409  |

| 1962 | 1968 | 1975 | 1982 | 1990 | 1999 | 2006 | 2011 | 2016 |
| ---- | ---- | ---- | ---- | ---- | ---- | ---- | ---- | ---- |
| 351  | 298  | 248  | 209  | 201  | 194  | 194  | 199  | 190  |

| 2021 | 2022 | - | - | - | - | - | - | - |
| ---- | ---- | - | - | - | - | - | - | - |
| 176  | 171  | - | - | - | - | - | - | - |

En 2008,selon l'INSEE, la densité de populationde la commune était de 7,9 hab./km2, 61 hab./km2 pour le département, 68 hab./km2 pour la région Poitou-Charentes et 115 hab./km2 pour la France.

## Économie
Selon la direction régionale de l'Alimentation, de l'Agriculture et de la Forêtde Poitou-Charentes, il n'y a plus que 14 exploitations agricoles en 2010 contre 20 en 2000.
Les surfaces agricoles utilisées ont diminué et sont passées de 1 651 hectares en 2000 à 1 473 hectares en 2010. 10 % sont destinées à la culture des céréales (blé tendre essentiellement), 73 % pour le fourrage et 16 % reste en herbes.
9 exploitations en 2010 comme en 2000 abritent un élevage de bovins (1 133 têtes en 2010 contre 1 031 en 2000). C’est un des troupeaux de bovins les plus importants du département de la Vienne qui rassemblent 48 000 têtes en 2011. 7 exploitations en 2010 (contre 13 en 2000) abritent un élevage d'ovins (4 058 têtes en 2010 contre 5 593 têtes en 2000). Cette évolution est conforme à la tendance globale du département de la Vienne. En effet, le troupeau d’ovins, exclusivement destiné à la production de viande, a diminué de 43,7 % de 1990 à 2007. L'élevage de volailles a disparu en 2010 (218 têtes sur 8 fermes en 2000).

## Culture locale et patrimoine

### Lieux et monuments

#### Église Saint-Laurent

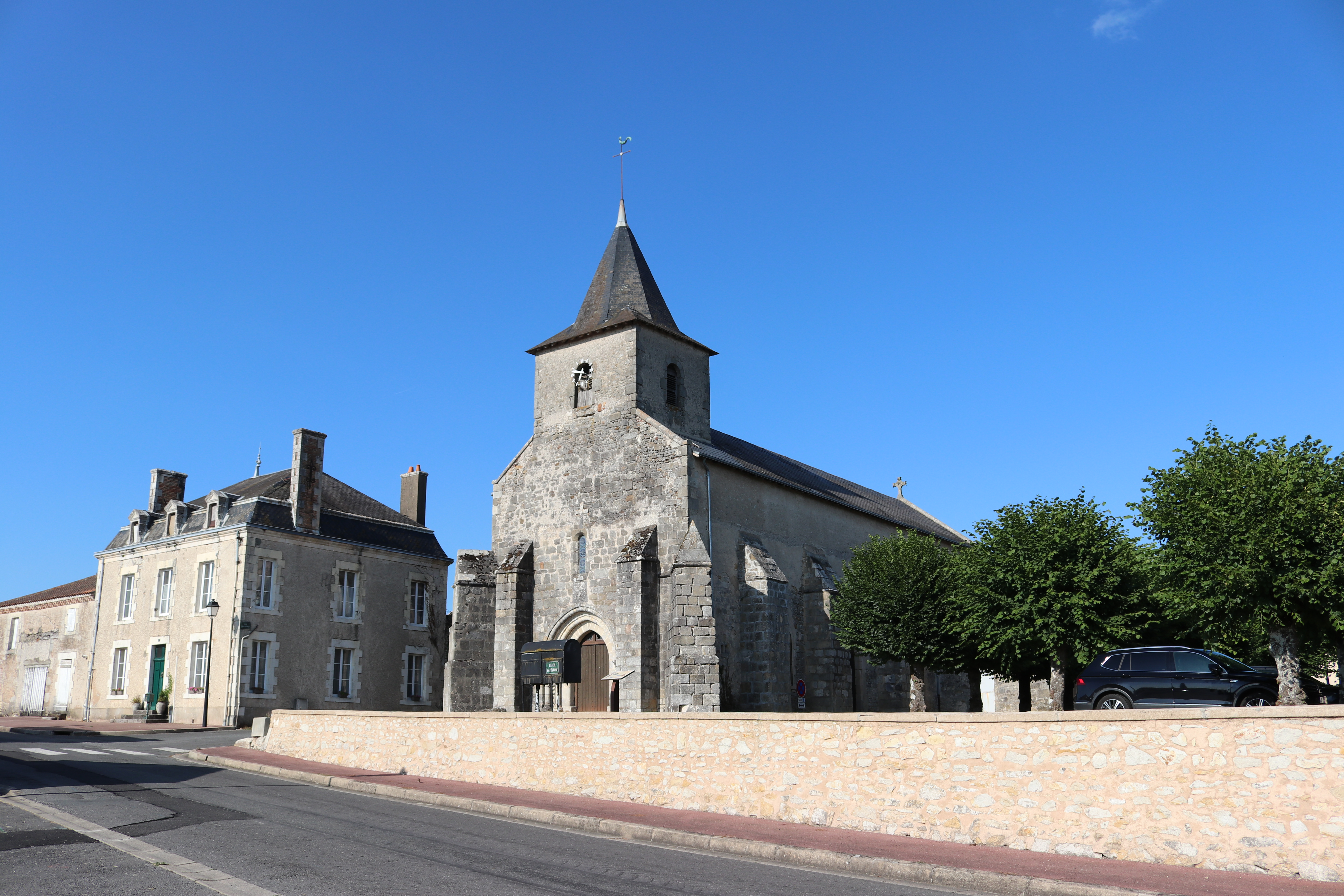
Façade ouest de l'église Saint-Laurent.

L'église Saint-Laurent fut construite à l'époque romane et a été remaniée au fil des siècles. Le clocher porche érigé à l'ouest est la partie la plus ancienne. Le portail et la première travée ouest ont été inscrit au titre des monuments historique en 1937.
Le portail est inscrit comme Monument Historique depuis 1937. Il comporte deux voussures en arc brisé avec un tore en retrait qui se prolonge dans les jambages. Le décor est sobre. Il comprend des chapiteaux à palmettes dépourvus de tailloirs et quelques motifs sculptés remployés çà et là dans la maçonnerie.
Le plan de l'église est simple : une nef unique divisée en cinq travées. La nef est voûtée de briques. Ce voutement en berceau en plein cintre, est tardif. La voûte est agrémentée d'ogives décoratives qui épousent l'arrondi du berceau.Les trois baies du côté nord sont ornées de verrières exécutées par Jean Clamens, maître verrier à Angers. Elles datent de 1889 et 1902. Elles relatent la vie de saint Martin
Deux colonnes maçonnées soutiennent le clocher.
Le chœur est percé d'une baie gothique.

#### Le château de Bourg-Archambault

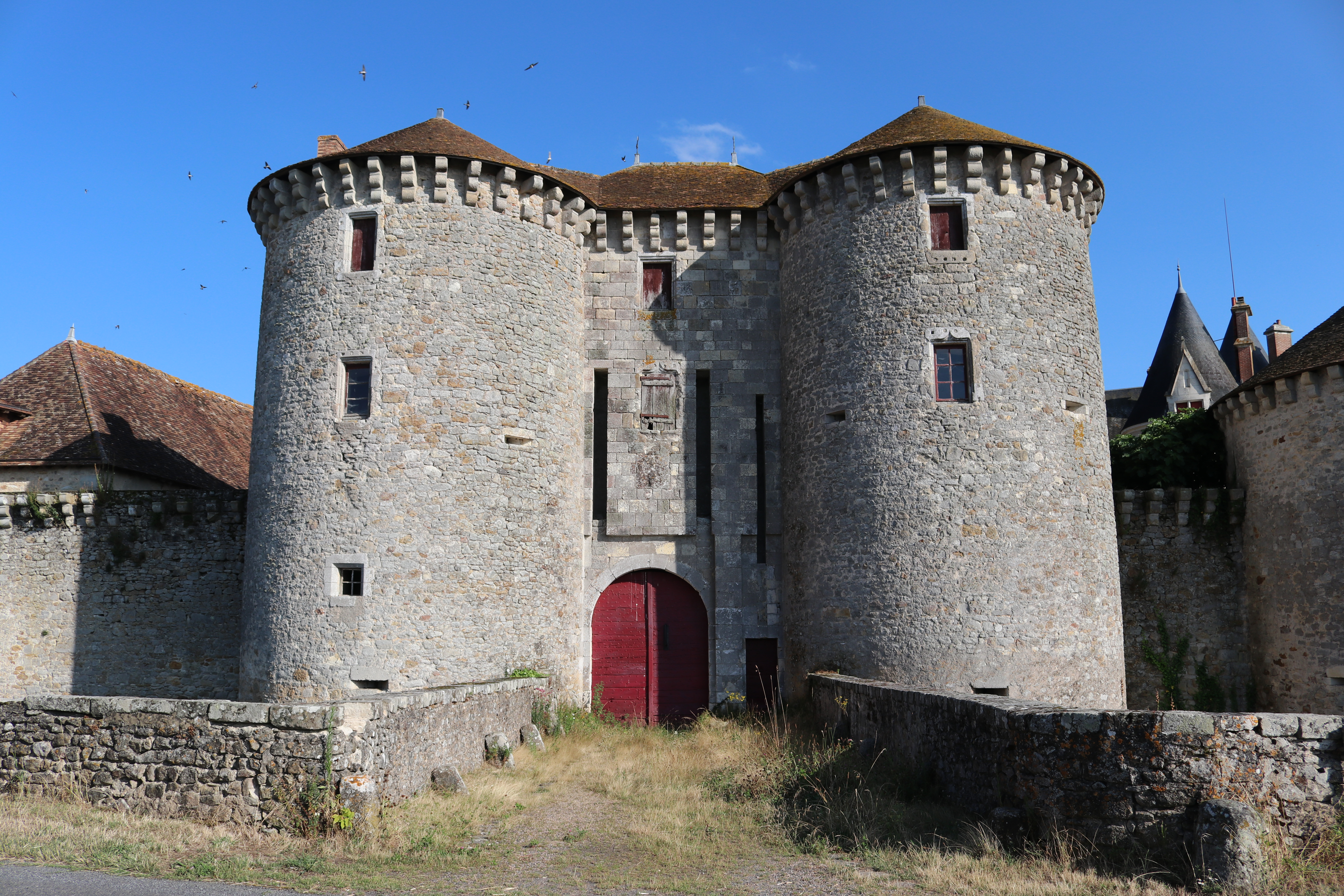
Entrée principale du château de Bourg-Archambault, depuis la rue du Pré des Ors.

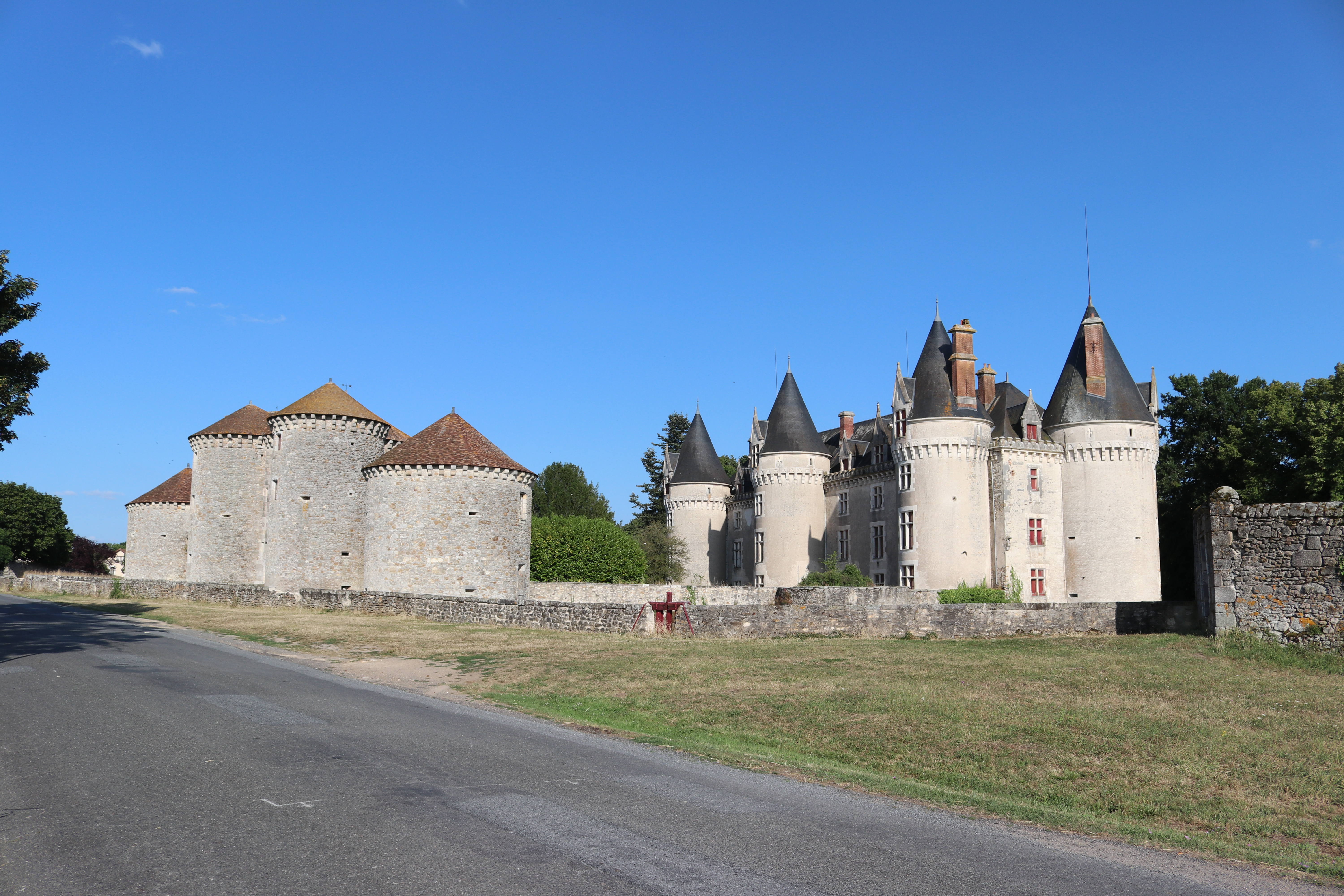
Château de Bourg-Archambault.

Bourg-Archambault possède un château remarquablement conservé, constitué de deux parties, l'une médiévale et l'autre plus récente, entourées de douves. Il se compose d'un enceinte flanquée de tours, d'un châtelet d'entrée et d'un logis très restauré au XIXe siècle.
Le château actuel a été construit par Poncet de Rivière, chambellan du roi de France, Louis XI, sur un édifice plus ancien qui a été rasé. L'édifice est érigé en 1478.
L'enceinte, de plan trapézoïdal, occupe un terre-plein ceint de douves. Au nord, le châtelet d'entrée  était jadis protégé par un double pont-levis et une ligne de mâchicoulis. Aux quatre angles de l'enceinte, s'élève une tour pourvue de canonnières, élément militaire repérable aussi sur les deux tours du châtelet. Le système de défense est remarquable grâce à une enceinte élevée au XVe siècle et flanquée de six tours.
Se dresse sur la façade sud, deux logis : l'un résidentiel situé à l'est, et l'autre, militaire, fut construit à l'ouest. Ce dernier communiquait par un pont-levis avec la tour sud-ouest, isolée, qui servait de donjon.
Les deux logis seront réunis par Pierre de Sacierges, évêque de Luçon, seigneur des lieux à partir de 1494. Ainsi, le nouveau logis constitue un vaste corps de bâtiment rectangulaire flanqué des deux tours déjà existantes. L'une de ces tours voit son premier étage converti en chapelle.
Le décor de l'entrée de la chapelle témoigne de l'ornementation gothique flamboyant. Les piédroits et le linteau présentent des moulures séparées par un tore saillant. Un gâble en accolade flanqué de pinacles torsadés couronne l'ensemble. les consoles sculptées sont ornées à l'ouest d'un animal fantastique et à l'est d'un chien. des motifs végétaux larges et épanouis terminés par un fleuron s'ajoutent à ce décor et le complètent. La porte est constituée de quatre panneaux sculptés. Le carrelage de la chapelle est en terre cuite émaillées. il date des années 1494-1499. L'autel est en marbre noir du XVIIIe siècle.
Les façades sont rythmées par de belles fenêtres à meneaux et des lucarnes à fronton-pignon. La façade antérieure sera gratifiée en 1865 de trois tours circulaires supplémentaires par l'architecte Charles Roques.
Le château est classé Monument Historique en 1986 pour les parties anciennes, le reste est seulement inscrit, mais depuis 1927.

### Patrimoine naturel
La commune contient trois zones naturelles d'intérêt écologique, faunistique et floristique (ZNIEFF) qui couvrent 15 % de la surface communale :
- les landes de Sainte-Marie ;
- les landes de Montmorillon ;
- la vallée du Salleron.

Les brandes de Montmorillon et les landes de Sainte-Marie sont aussi classées par la directive oiseaux qui assure la protection des oiseaux sauvages et de leurs biotopes. Elles couvrent 15 % de la surface communale.
Deux espaces naturels de la commune : les brandes de Montmorillon et la vallée du Salleron, soit 13 % de la surface communale, bénéficient de protections issues d'engagements internationaux relevant de la directive habitats-faune-flore.

### La vallée du Salleron
La vallée du Salleron est un site classé zone naturelle d'intérêt écologique, faunistique et floristique (ZNIEFF). Le site intègre une grande partie du cours de la rivière qui est  un affluent de l’Anglin ainsi que ses affluents. Le Salleron est une petite rivière d’eaux vives avec une forte dénivellation depuis ses sources jusqu’à la confluence avec l’Anglin. Ses eaux sont de bonne qualité et bien oxygénées. Son lit est riche en sédiments grossiers (sables et graviers). Son bassin versant est à dominante forestière et bocagère et il est encore peu touché par l’intensification agricole.
L’intérêt biologique du site, qui justifie son classement et sa protection, réside dans la présence importante de la Lamproie de Planer qui est un poisson menacé de disparition  dans toute l’Europe. La Lamproie de Planer exige des eaux de très bonne qualité et des sédiments à granulométrie moyenne à grossière pour vivre et se reproduire.
De nos jours, les principales menaces sur cet environnement fragile sont: un ralentissement anormal du courant qui modifierait le tri mécanique des sédiments, ou une pollution chimique (toxiques, métaux lourds) ou organique (eutrophisation par surcharge des eaux en nutriments provoquant une pullulation d’algues et une réduction de l’oxygène dissous). La création d’étangs destinés à la pêche le long du cours du Salleron constitue un risque important du aux vidanges des étangs. Elles pourraient, en effet,  transférer des maladies aux lamproies, provoquer un réchauffement des eaux du Salleron et introduire des espèces piscicoles exotiques. De même, la transformation des prairies naturelles du bassin versant en cultures céréalières intensives pourrait avoir d’importantes répercussions sur la balance trophique et sédimentaire des eaux (apport d’engrais et de produits phytosanitaires), voire, en cas d’irrigation, sur les débits en période d’étiage.
La présence d’une petite population de Cistude d’Europe, une espèce de tortue, est un autre facteur important justifiant la protection du site. Cette tortue aquatique connaît, en effet, un déclin alarmant dans toute l’Europe de l’Ouest. Elle est victime de la disparition des zones humides ou de leur fragmentation, de la dégradation de la qualité des eaux et de l’introduction d’espèces exotiques comme la Tortue de Floride, les écrevisses américaines, ou le ragondin.

## Personnalités liées à la commune
Pierre de Sacierges, évêque de Luçon (85) de 1498 à 1514 et conseiller du roi Louis XII, acquiert un château qu'il restaure.
Jean de Crémiers, officier de marine, incarcéré sous la Terreur sur les pontons de Lorient avec l'état major de son bâtiment au retour d'une campagnes aux Indes. Libéré après le 9 thermidor. Maire de Bourg-Archambault, sous-préfet de Montmorillon. Décoré de l'Ordre royal de la Légion d'honneur.
Félix de Crémiers, maire de Bourg-Archambault, Conseiller général de la Vienne. C'est à lui que l'on doit les restaurations, dans leurs aspects actuels, de l'église Saint-Laurent et du château.
Maurice de Crémiers, maire de Bourg-Archambault, ancien zouave pontifical et Volontaire de l'Ouest.
François Resnier, homme politique né le 27 mars 1793 à Bourg-Archambault (Haute-Vienne) et mort le 9 octobre 1871 au Blanc (Indre).